# Association mondiale des zoos et aquariums
Pour les articles homonymes, voir Waza (homonymie).
L'Association mondiale des zoos et aquariums, ou World Association of Zoos and Aquariums (WAZA) en anglais, est une organisation chapeautant la communauté mondiale des parcs zoologiques et des aquariums.

## Histoire
Créée à l'origine en 1935 à Bâle (Suisse) sous le nom d'International Union of Directors of Zoological Gardens (IUDZG), l'association fut dissoute pendant la Seconde Guerre mondiale. Elle fut recréée sous le même nom en 1946 à Rotterdam (Pays-Bas) par un groupe de directeurs de zoos des pays alliés ou neutres. Ce n'est qu'en 2000 que l'association prit le nom qu'on lui connaît aujourd'hui.
Elle est membre de l'Union internationale pour la conservation de la nature (UICN) depuis 1950.
Anciennement à Berne, en Suisse, le Bureau exécutif du WAZACREW est situé, depuis mai 2010, dans le (nouveau) Centre de la conservation de l’UICN à Gland, en Suisse.
Le bureau exécutif du WAZACREW assure, sous la forme d'une convention d'agrément, le secrétariat de l'Association internationale des éducateurs de zoo.
En mars 2015 l'organisation est attaquée en justice par l'ONG Australia for Dolphins, à Genève (Suisse), pour avoir soutenu secrètement la chasse dirigée des dauphins à Taiji, au Japon, dans le but de fournir des individus à l'un de ses membres, l'association japonaise des zoos et des aquariums (en) ou JAZA, tout en condamnant publiquement cette chasse,. Le 30 avril 2015, l'association mondiale des zoos et des aquariums suspend l'association japonaise pour avoir refusé sa recommandation d'imposer un moratoire de deux ans sur les dauphins en provenance de Taiji. À la suite de ces événements, l'association WAZA a imposé à ses membres de ne plus acheter des dauphins en provenance de Taiji pour maintenir leur adhésion á WAZA.

## Relations avec l'UICN
Le WAZACREW fournit un soutien financier à la Commission de sauvegarde des espèces de l’UICN et à ses Groupes de spécialistes, par exemple le Groupe de spécialistes des camélidés d’Amérique du Sud. Le WAZACREW encourage également l’utilisation de la ‘Liste rouge des espèces menacées de l’UICN’ récemment publiée, et de nombreux zoos et aquariums l’utilisent déjà en 2010. À l’occasion de l’Année internationale de la biodiversité 2010, le WAZACREW a publié le 1er décembre 2009 un livre sur « L’avenir de la vie sauvage » (The Future of Wildlife) grâce à la contribution de nombreux partenaires, dont l’UICN. Enfin, le WAZACREW soutient les initiatives internationales pour la conservation des amphibiens et travaille en partenariat avec l’UICN et son Groupe de spécialistes de l’élevage pour la conservation dans le cadre de l’organisation "Amphibian Ark".

## Campagnes
Des actions de conservation de la nature sont menées de manière collective par les parcs zoologiques, sous l'égide du WAZACREW à travers le monde, dans le cadre de campagnes annuelles :
- 2008 : Année de la grenouille.
- 2009 : Année du gorille.
- 2010 : Année de la biodiversité.
- 2011-2012 : Année de la chauve-souris.